# Harréville-les-Chanteurs
Harréville-les-Chanteurs – miejscowość i gmina we Francji, w regionie Grand Est, w departamencie Górna Marna.
Według danych na rok 1990 gminę zamieszkiwało 286 osób, a gęstość zaludnienia wynosiła 18 osób/km².

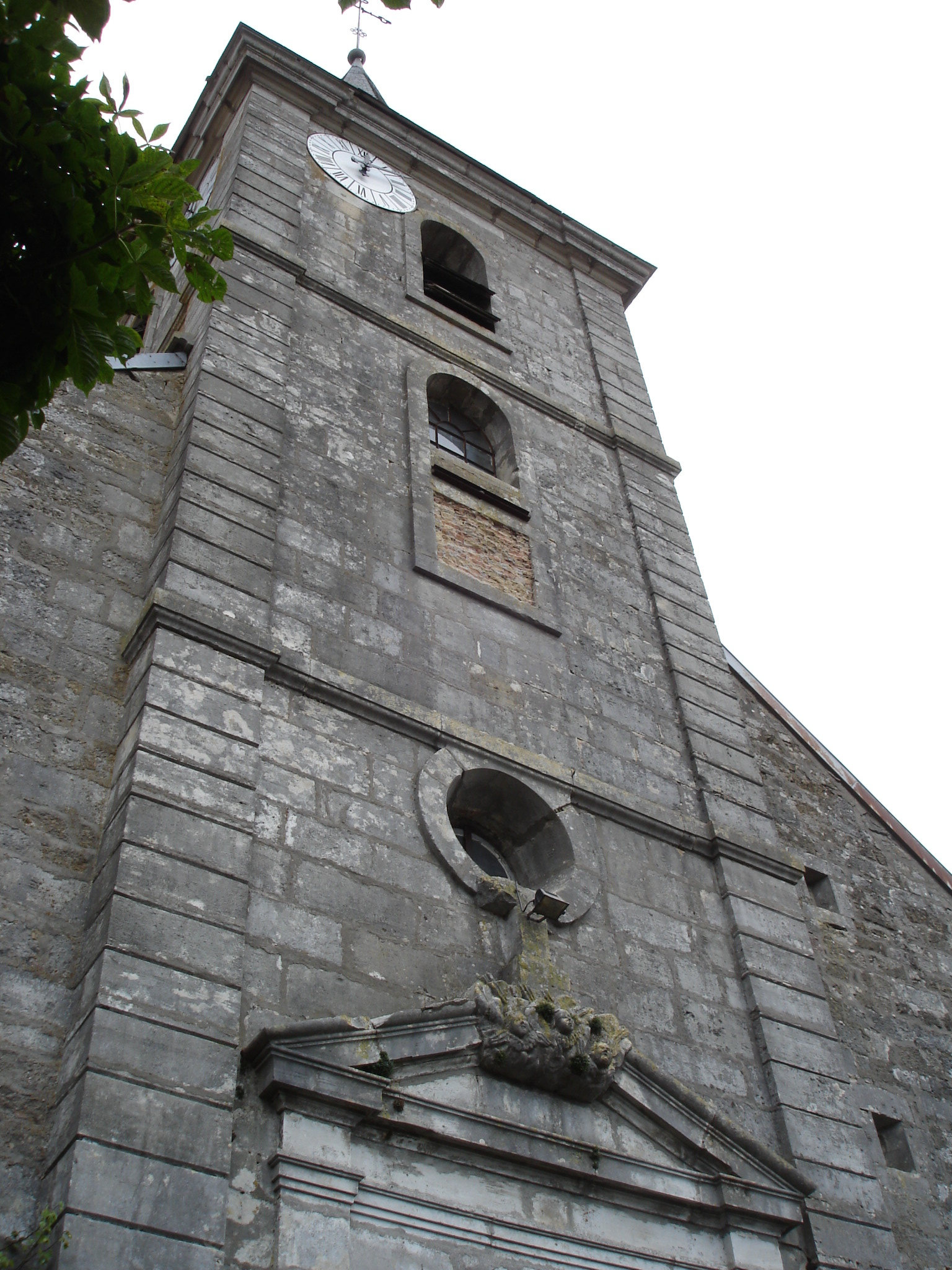
Kościół w Harréville-les-Chanteurs, 2011